# Gustave Solomon
Gustave Solomon (* 27. Oktober 1930 in Brooklyn, New York; † 31. Januar 1996 in Beverly Hills, Kalifornien) war ein US-amerikanischer Mathematiker und Ingenieur. Seine bekannteste Arbeit ist die Mitbegründung des Reed-Solomon-Codes, eines fehlerkorrigierenden Kodierverfahrens.

## Leben
Solomon machte seinen Schulabschluss an der Talmudical Academy High School in Manhattan. An der New Yorker Yeshiva University erlangte er 1951 einen Bachelor in Mathematik. 1956 promovierte er am M.I.T. mit dem Thema Non-Commutative Rings of Valuation Vectors. Anschließend lehrte er an Universitäten in Boston und an der Johns Hopkins University in Baltimore.
Von 1957 bis 1961 arbeitete er im Lincoln Laboratory des MIT. Dort entwickelte er 1960 gemeinsam mit Irving S. Reed den sogenannten Reed-Solomon-Code, ein Kodierungsverfahren, das zur Fehlerkorrektur u. a. in den DVB-Standards und für die Kodierung auf CDs eingesetzt wird. 1961 stellte Solomon in Zusammenarbeit mit H. F. Mattson das Mattson-Solomon-Polynom vor, ein Analyseverfahren für fehlerkorrigierende Codes. Eine weitere Koproduktion Solomons war die Solomon-McEliece-Formel.
1961 zog er nach Los Angeles und arbeitete dort für das Jet Propulsion Laboratory und für TRW Systems. Später war er u. a. als Gastprofessor an der University of California in Berkeley und Los Angeles tätig. Ab 1987 arbeitete er bis zu seiner Pensionierung für die Hughes Aircraft Company und war von 1990 bis 1995 zusätzlich Berater für das Jet Propulsion Laboratory. 1995 erhielt er gemeinsam mit Irving S. Reed den IEEE Masaru Ibuka Consumer Electronics Award.

## Privates
In seiner Freizeit komponierte Solomon Pop- und Folksongs. Er gab zudem Stimm- und Bewegungsunterricht und war ein Anhänger der Feldenkrais-Methode. Bei seinem Tod hinterließ er eine Tochter.